# Jim Alapag
Jim Olmedo « Jimmy » Alapag, né le 30 décembre 1977, à San Bernardino, en Californie, est un joueur américano-philippin de basket-ball. Il évolue au poste de meneur.

## Palmarès
- Finaliste du championnat d'Asie 2013
- Vainqueur de l'All Filipino Cup (2003)
- Vainqueur de la Commissioner's Cup (2011)
- Vainqueur de la Philippine Cup (2009, 2011, 2012, 2013)
- Rookie de l'année 2003 de la Philippine Basketball Association
- MVP de l'année 2011 de la Philippine Basketball Association
- 9 fois All-Star (2003 à 2011) de la Philippine Basketball Association